# Никольское (Тотемский район)
Нико́льское — село в Тотемском районе Вологодской области. Административный центр Толшменского сельского поселения.
С точки зрения административно-территориального деления — центр Никольского сельсовета.
Расположено на левом берегу реки Толшма. Расстояние по автодороге до районного центра Тотьмы — 95 км. Ближайшие населённые пункты — Камешкурье, Пузовка, Родионово, Френиха.
По переписи 2002 года население — 511 человек (251 мужчина, 260 женщин). Всё население — русские.

## Достопримечательности
В селе находится дом-музей Н.М. Рубцова в здании бывшего детского дома, где с октября 1943 года и до июня 1950 года жил и учился Николай Михайлович Рубцов (1936—1971), русский поэт.